# Dariusburst
A Dariusburst (ダライアスバースト; Hepburn: Daraiasubāsuto) horizontálisan mozgó shoot ’em up, melyet a Pyramid fejlesztett és a Taito jelentetett meg. A játék a Darius sorozat tagja, mely 2009. december 24-én jelent meg PlayStation Portable kézikonzolra. A Dariusburst a korábbi Darius-játékokhoz hasonlóan   sci-fi lövöldözős játék, mely a világűrben játszódik, vízi témájú, tipikusan halalakú robotikus ellenfelekkel. A játék a sorozat hagyományaihoz igazodva a legtöbb videójátékban megtalálható lineáris előremenetellel szemben elágazó útvonalakat is felkínál. A Dariusburstben összesen tizenegy zóna található, melyből egy játék során öt bukkan fel.
Dariusburst Another Chronicle címmel egy kapcsolódó videójáték is megjelent a japán játéktermekben 2010 decemberében. Ennek Dariusburst Another Chronicle EX címmel frissített változata is megjelent 2011-ben. 2012. február 10-én Dariusburst Second Prologue cím alatt egy átdolgozott átirat is megjelent iOS és Android operációs rendszereket futtató készülékekre, amely már Észak-Amerikában is megjelent, 2015. október 24-én. 2015 decemberében Dariusburst Chronicle Saviours címmel egy feljavított változat is megjelent PlayStation 4, PlayStation Vita és Microsoft Windows platformokra.

## Cselekmény
A Dariusburst egy évszázaddal a Darius II eseményei után játszódik, amikor a Darius bolygót Belser hadserege folyamatos támadás alatt tartja. Az emberek Burst System, a legújabb Silver Hawk-vadászrepülőgépekre felszerelt erőteljes új fegyver képében véget vethetnek a Dariuson zajló folytonos csatározásnak. Az új fegyvert alkalmazó pilóták közé tartozik Riga Pratica, a Silver Hawk Burst sorozat tesztpilótája, illetve a Ti2 névre keresztelt, egy fiatal lány képében alakot öltő mesterséges intelligencia. Közös erővel visszaverik Belser hadseregét az űrflottájukig, majd gyáraikig és a korábban lakott erődítményeikig.

## Fogadtatás
| Összegzőoldal | Értékelés                         |
| ------------- | --------------------------------- |
| GameRankings  | 76% (Win) 80% (PS4) 78% (PS Vita) |
| Metacritic    | 80/100 (Win) 80/100 (PS4)         |

| Szerző      | Értékelés           |
| ----------- | ------------------- |
| Destructoid | 6/10 (Win)          |
| Eurogamer   | 8/10 (PS4)          |
| Famicú      | 32/40 (PS4/PS Vita) |
| GameSpot    | 8/10 (Win)          |
| IGN         | 8,3/10 (Win)        |

A Dariusburst Chronicle Saviours kedvező kritikai fogadtatásban részesült, a PlayStation 4- és a Microsoft Windows-változatok is 80/100-as átlagpontszámon állnak a Metacritic kritikaösszegző weboldalon.